# Estación Victoria (Entre Ríos)
Victoria era la estación de ferrocarril de la localidad homónima, provincia de Entre Ríos, Argentina. Desde esta estación parte el ramal al puerto de Victoria. Se encuentra precedida por la estación Antelo.
El ramal de Nogoyá a Victoria fue recibido por el Gobierno provincial el 22 de mayo de 1890 y fue abierto al servicio por el Ferrocarril Central Entrerriano por decreto de 26 de junio de 1890, llegando a Victoria el primer tren el 3 de noviembre.
El ramal fue incluido para su cierre con prioridad 1 en el Plan Larkin, publicado en 3 tomos como Transportes argentinos: plan de largo alcance, que fue un estudio de racionalización y modernización de los medios de transporte de Argentina elaborado entre 1959 y 1962. Sus estaciones fueron cerradas el 15 de septiembre de 1977 por decreto n.° 2294/1977 del 5 de agosto de 1977 del gobierno militar.

## Decreto Nacional 2.294/77
"Considerando que se trata de ramales (...) cuyo mantenimiento en la explotación ferroviaria no se justifica en razón de su estado actual, los elevados déficit de explotación que padecen, las bajas densidades de tráfico que registran y las escasas posibilidades de recuperación que tienen, razón por la cual procede autorizar su clausura así como el levantamiento de sus vías e instalaciones (...)"
Artículo 1:
Autorízase a FERROCARRILES ARGENTINOS a clausurar en forma definitiva y proceder al levantamiento de las vías y demás instalaciones de los siguientes ramales y tramos de línea:
- NOGOYA-VICTORIA (48,8 kilómetros) de la Línea General Urquiza

## Actualidad
El predio de "la Vieja Estación" actualmente es utilizado con fines turísticos, de interacción cultural, para la práctica de deportes y escenario de eventos musicales. En 2022 comenzó la restauración del edificio, siguiendo el ejemplo de la Estación Antelo.